# Billie Holiday (album)
Billie Holiday från 1954 är ett musikalbum med Billie Holiday.

## Låtlista
1. Love for Sale (Cole Porter) – 2:56
2. Moonglow (Will Hudson/Irving Mills/Eddie DeLange) – 2:58
3. Everything I Have Is Yours (Burton Lane/Harold Adamson,) – 3:43
4. If the Moon Turns Green (George Cates/Bernie Hanighen) – 2:46
5. Autumn in New York (Vernon Duke) – 3:43
6. How Deep is the Ocean? (Irving Berlin) – 3:00
7. What a Little Moonlight Can Do (Harry M. Woods) – 3:14
8. I Cried for You (Arthur Freed/Abe Lyman/Gus Arnheim) – 2:27

## Medverkande

### Spår 1–5 (1 april 1952)
- Billie Holiday – sång
- Flip Phillips – tenorsax
- Charlie Shavers – trumpet
- Oscar Peterson – piano
- Barney Kessel – gitarr
- Alvin Stoller – trummor
- Ray Brown – bas

### Spår 6–8 (14 april 1954)
- Billie Holiday – sång
- Charlie Shavers – trumpet
- Oscar Peterson – piano
- Herb Ellis – gitarr
- Ed Shaughnessy – trummor
- Ray Brown – bas